# 勐海石豆兰
勐海石豆兰（学名：Bulbophyllum menghaiense）为兰科石豆兰属下的一个种。

## 扩展阅读
維基物種上的相關：勐海石豆兰